# Apologetische Centrale
Die Apologetische Centrale wurde 1921 vom Centralausschuß für die Innere Mission der Deutschen Evangelischen Kirche in Berlin gegründet. Sie sollte die Aktivitäten religiöser Bewegungen beobachten und die evangelisch-kirchliche Öffentlichkeit darüber informieren. Leiter war Carl Gunther Schweitzer (1889–1965), seit 1932 Walter Künneth, der auch leitender Redakteur der Schriftenreihe des Instituts Wort und Tat war.
Am 10. Dezember 1937 wurde sie von der Gestapo geschlossen und ihre weitere Tätigkeit verboten. 1960 kam es zur Errichtung einer Nachfolge-Organisation, der Evangelischen Zentralstelle für Weltanschauungsfragen in Stuttgart, seit 1995 in Berlin. 
Auch das 1994 gegründete, konservativ-evangelikale Walter-Künneth-Institut in Dortmund will die Anliegen der Apologetischen Centrale verfolgen.